# Parecis FM
Parecis FM é uma estação de rádio brasileira com sede na cidade de Porto Velho, Rondônia. Opera nos 98,1 MHz em FM.

## História
A Rádio Parecis FM é uma estação regional e que tem grande destaque na capital do Estado de Rondônia. Foi fundada em 31 de maio de 1974, sendo a primeira FM do Estado acima citado. Já no dia 11 de junho de 1999 é incorporada definitivamente ao Sistema Imagem de Comunicação. Na sua programação temos entretenimento, jornalismo, serviço social, músicas e prêmios. É a emissora mais lembrada do rádio Porto-Velhense, segundo a pesquisa Top of Mind.
A emissora é referência em programação popular e possui 4 rádios em regiões diferentes do estado: Porto Velho (capital), Alto Paraíso (Vale do Jamari), Nova Brasilândia d’Oeste (Vale do Guaporé) e Santa Luzia d’Oeste (Zona da Mata) são as cidades que possuem programação local da Rede Parecis de Rádio. 
No ano de 2024, a Parecis FM completa 50 anos de existência, o que a consolida como a emissora mais antiga a ocupar o dial FM no estado.